# Bürgenstock-Bahn
| |                     |                                                      |              |
| Fahrplanfeld: | 2554 (früher: 1554) |                                                      |              |
| Streckenlänge: | 0,944 km            |                                                      |              |
| Spurweite: | 1000 mm (Meterspur) |                                                      |              |
| Maximale Neigung: | 580 ‰               |                                                      |              |
| |                     |                                                      |              |
| \| \| \| Kehrsiten-Bürgenstock Schifflände Vierwaldstättersee \| \| \| \| \| Kehrsiten-Bürgenstock (Talst.) \| 434 m ü. M. \| \| \| \| Koordinaten: 46° 59′ 56,9″ N, 8° 22′ 58,1″ O; CH1903: 671810 / 205773 Ausweichstelle \| \| \| \| \| Bürgenstock Resort \| 874 m ü. M. \| \| \| \| Bürgenstock \| 1128 m ü. M. \| |                     |                                                      |              |
| |                     | Kehrsiten-Bürgenstock Schifflände Vierwaldstättersee |              |
| Kopfbahnhof Streckenanfang |                     | Kehrsiten-Bürgenstock (Talst.)                       | 434 m ü. M.  |
| |                     | Ausweichstelle                                       |              |
| Kopfbahnhof Streckenende |                     | Bürgenstock Resort                                   | 874 m ü. M.  |
| |                     | Bürgenstock                                          | 1128 m ü. M. |

Die Bürgenstock-Bahn ist eine meterspurige Standseilbahn im Schweizer Kanton Nidwalden am Vierwaldstättersee. Sie führt von der Schifflände bei Kehrsiten (434 m) zum Bürgenstock (874 m). Die 1888 eröffnete Bahn war die erste Standseilbahn mit elektrischem Antrieb.

## Bau
Initiant der Bürgenstock-Bahn war Franz Josef Bucher-Durrer, ein Hotelpionier, der verschiedene Hotels auf dem Bürgenstock besass. Um seinen Gästen einen einfacheren Aufstieg zu diesen zu bieten, beantragte er eine Konzession für eine Standseilbahn vom Schiffsanleger in Kehrsiten hinauf auf den Bürgenstock, die ihm im Dezember 1886 erteilt wurde.
Im Jahr 1887 erhielt Bucher-Durrer die Baubewilligung, und sofort wurde mit dem Bahnbau begonnen. Der Bau, der durch das Unternehmen Bell ausgeführt wurde, barg verschiedene Schwierigkeiten, führte doch die Strecke ab der Dampfschiffstation in Kehrsiten auf 434 m ü. M. auf dem steilen und felsigen Gelände hinauf zu den Hotels auf 874 m ü. M. Daher wurde die Linie, wie bei Standseilbahnen in der Schweiz üblich, eingleisig mit einer Ausweichstelle angelegt. Die Ausweiche wurde in einer Kurve angelegt, und erst nach einer zusätzlichen Expertise, welche die Sicherheit des Ausweichbetriebes feststellte, erteilte das Bundesamt für Verkehr die Betriebsbewilligung.
Die Eröffnung der 944 Meter langen Standseilbahn erfolgte am 8. Juli 1888. Um die Attraktivität weiter zu steigern, liess Bucher-Durrer 1905 den Hammetschwand-Lift bauen, der sich rund zwei Kilometer östlich der Bergstation befindet.

## Technik
Die Antriebsstation befindet sich auf der Bergstation Bürgenstock. Das Drahtseil wickelt sich dort über zwei je 4 Meter grosse Räder, welche hintereinander angeordnet sind und je 3 Rillen aufweisen.
Die Bahn hatte als erste Standseilbahn einen elektrischen Antrieb. Sie konnte nicht als Wasserballastbahn ausgeführt werden, weil das dazu benötigte Wasser in der Bergstation fehlte. Der in Erwägung gezogene Antrieb mit einer Dampfmaschine oder einem Gasmotor wurde verworfen. Der Strom für die Bahn wurde von Beginn an in einem eigenen Kraftwerk in Buochs an der Engelberger Aa erzeugt, das auch den Strom für die Stanserhorn-Bahn lieferte. Im Kraftwerk standen eine Francis- und eine Kaplan-Turbine, beide mit einer Leistung von 165 kW. Das Kraftwerk wurde 1996 verkauft und der Strom fortan vom Elektrizitätswerk Nidwalden (EWN) bezogen. Die Zentrale des Kraftwerks ist erhalten und als Kulturgut der Kategorie B unter Schutz gestellt, der Kanal des Kraftwerks wurde zugeschüttet.
Bei der Inbetriebnahme 1888 verfügte die Bürgenstock-Bahn über ein Zahnstangenbremssystem Abt. Die ursprünglichen Holzwagen wiesen eine Breite von 1,6 Metern auf und fassten je 40 Reisende, davon 18 sitzend in drei Abteilen zu sechs Plätzen. Die Reisegeschwindigkeit betrug 1 m/s.
1910 wurde die Bahn komplett neu gebaut. Die neuen Wagen fassten nun je 80 Reisende plus Wagenführer und waren mit einer Zangenbremse ausgerüstet. Mit der Verstärkung des elektrischen Antriebes konnte auch die Geschwindigkeit auf 1,6 m/s erhöht werden, womit die Fahrzeit von 16 Minuten auf 10 Minuten gesenkt wurde. Der nächste Umbau erfolgte 1928. Die revidierten Wagen erhielten eine Schnellschlussbremse, und der Antrieb wurde erneuert. Nun betrug die Fahrzeit 6,5 Minuten bei einer Geschwindigkeit von 2,7 m/s.
1980 erhielt die Bahn einen neuen elektrischen Antrieb und eine automatische Steuerung, eine Fernüberwachungsanlage sowie eine neue Betriebs- und Sicherheitsbremse. Die Geschwindigkeit konnte damit auf 3 m/s gesteigert werden. Im Jahr 2002 wurden die Wagen revidiert und erhielten einen neuen hölzernen Wagenaufbau, zudem wurden Sicherheitssteuerung und Fernüberwachungsanlage ersetzt.

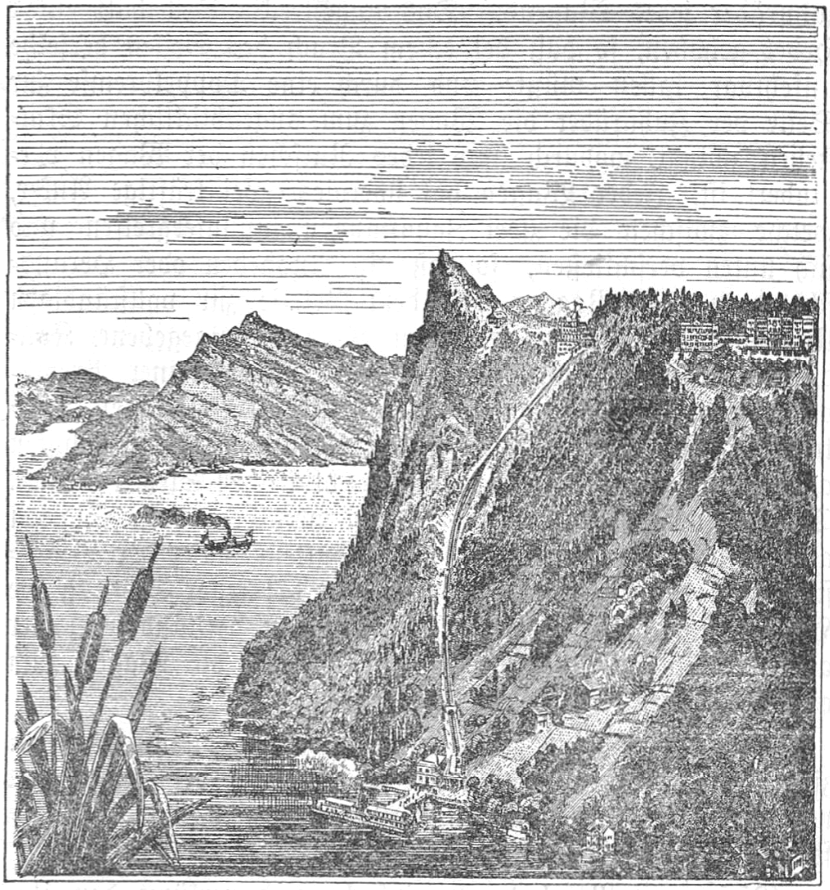
Ansicht aus dem Jahre 1888
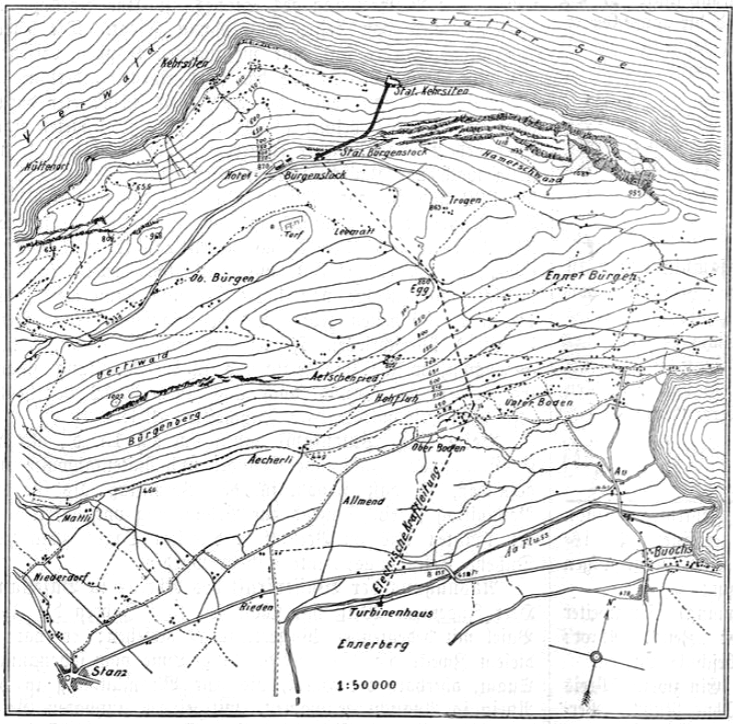
Lageplan der Bürgenstockbahn mit eingezeichneter Stromzuführung
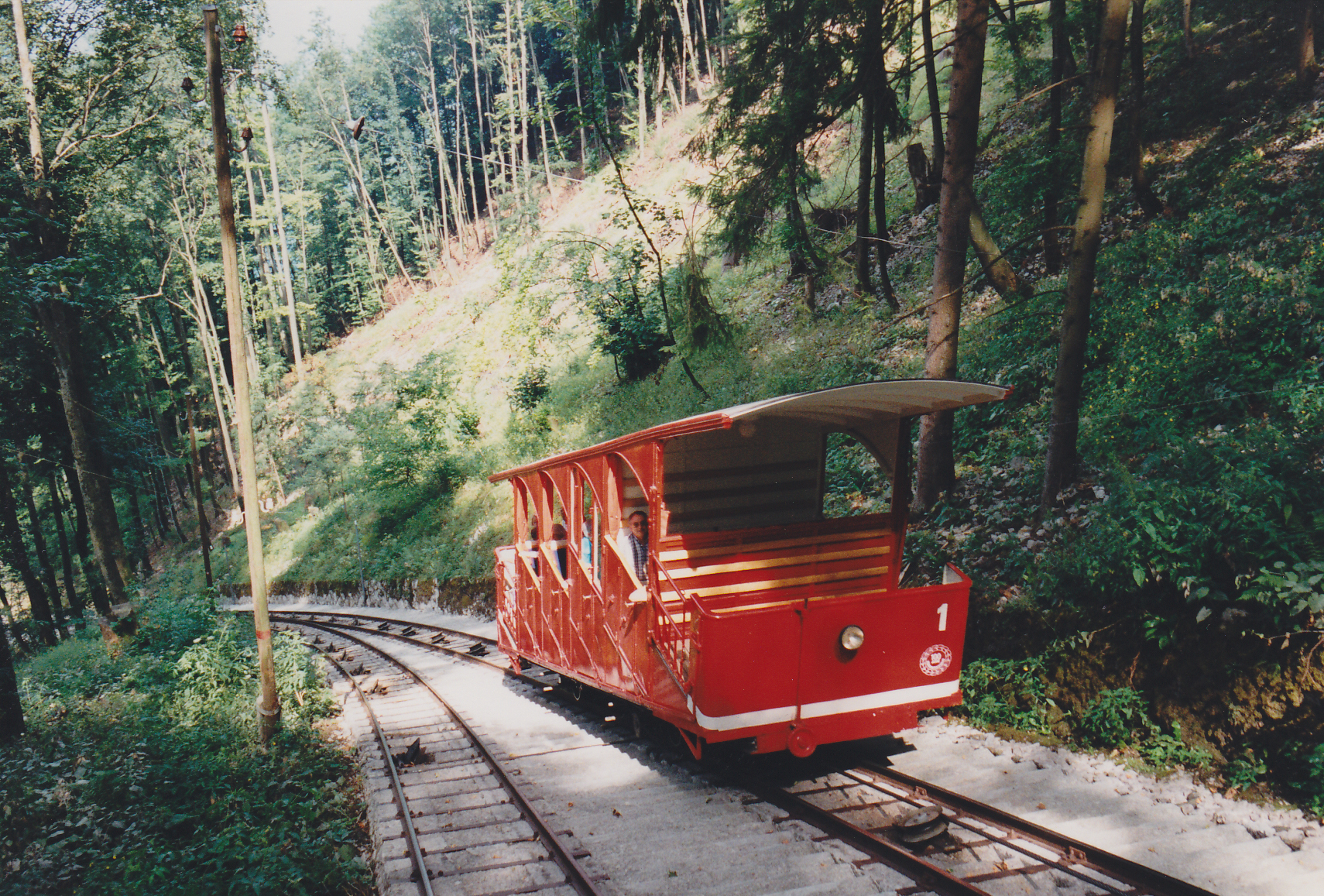
Die Ausweichstelle der Bürgenstock-Bahn im August 1990
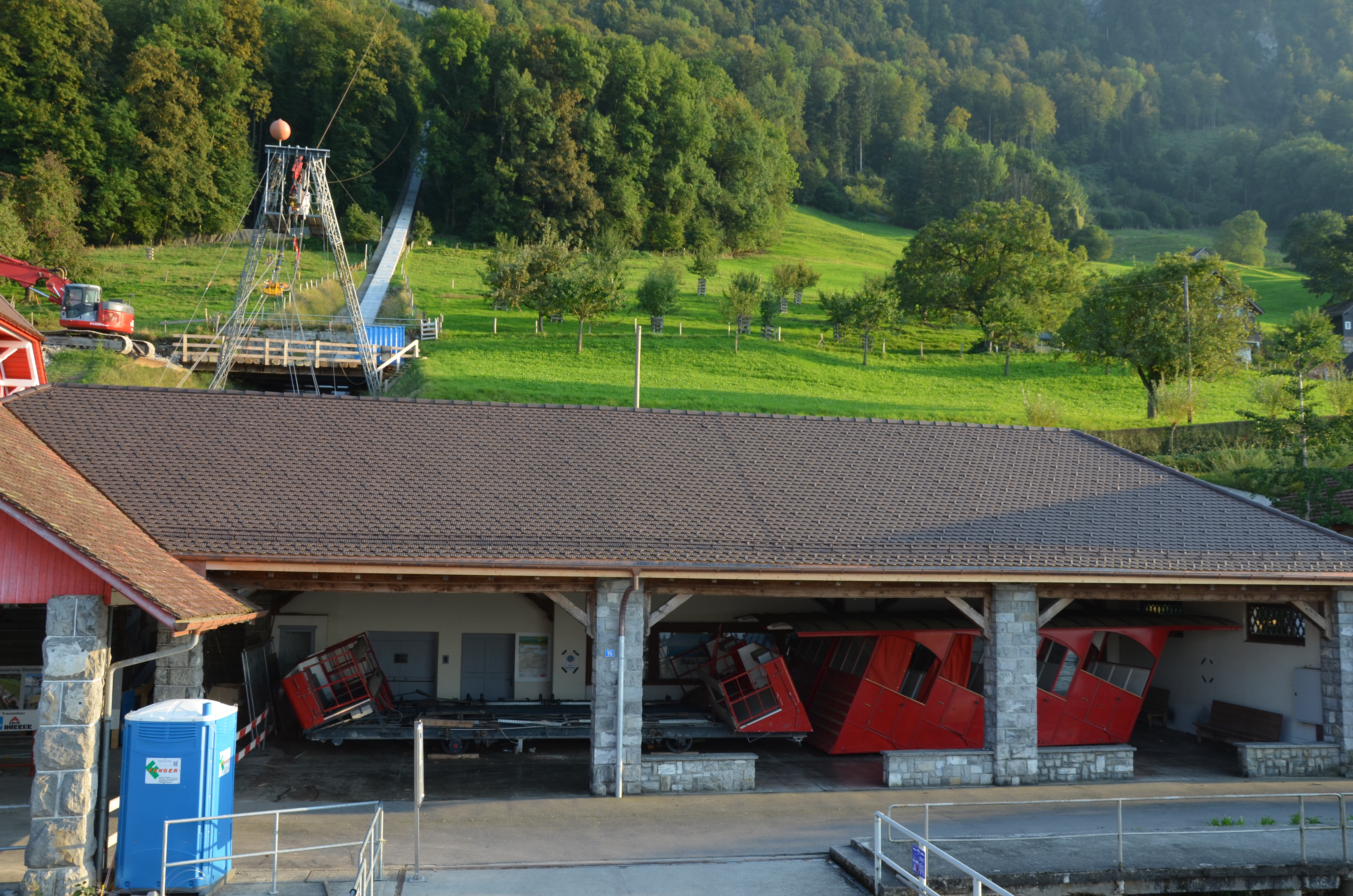
Die Wagen der Bürgenstock-Bahn aus dem Jahr 1910 warten im September 2016 auf ihren Abtransport

## Betrieb
Die Bürgenstock-Bahn verkehrte bis 2011 jedes Jahr von ca. Mitte April bis gegen Ende Oktober und beförderte dabei bis zu 180'000 Personen pro Betriebsjahr. Seit dem 23. Oktober 2011 war die Bahn ausser Betrieb. Nachdem sie mehrere Jahre stillgelegt war, ist die Bahn seit dem 28. August 2017 wieder in Betrieb, dies neu ganzjährig und in Verbindung mit einem regelmässigen «Shuttle»-Schiffskurs zwischen Luzern und Kehrsiten. Die Bahn wurde völlig neu gebaut, mit neuen Wagen (die sich im Erscheinungsbild an den historischen Wagen orientieren) und einer neuen, in ein Hotel integrierten Bergstation. Auch Antrieb, Steuerung und Zugseil wurden ersetzt.
Zu öffentlicher Kritik geführt haben der im Vergleich zu anderen Schweizer Standseilbahnen sehr hohe Fahrpreis der neuen Bürgenstockbahn und die Tatsache, dass – anders als bis 2011 – auch mit dem Generalabonnement und Tageskarten nur noch die Halbtax-Ermässigung gewährt wird.

## Daten
Alte Bahn (bis 2011):
Talstation Kehrsiten: 434 m ü. M.
Bergstation Bürgenstock: 874 m ü. M.
Höhendifferenz: 440 m
Spurweite: 1000 mm
Baulänge: 944 m
Neigung: In Kehrsiten 27 %, ab Mitte Strecke bis Bürgenstock 58 %
Antrieb: elektrisch
Fahrgeschwindigkeit: 3 m/s
Anzahl Wagen: 2 (Pendelbahn), 80 Personen/Wagen
Förderleistung: 630 Personen/Std. in einer Richtung
Zugseildurchmesser: 37 mm
Seilführungsrollen: 108 gerade Rollen, 94 schiefe Rollen
Neue Bahn (2017):
Seilbahntechnik und Gesamtprojektleitung: Garaventa AG
Länge: 929 m
Höhendifferenz: 440 m
Fahrgeschwindigkeit: 5 m/s
Förderleistung:  582 Personen/h
Fahrzeugkapazität: 56 Personen
Anzahl Fahrzeuge: 2
Durchmesser Zugseil: 37 mm
Spurweite: 1000 mm
Nennleistung: 200 kW
Antrieb: Bergstation
Fahrzeughersteller: Shiptec
Elektrische Steuerung: Sisag
Seillieferant: Teufelberger